# Grote Prijs van Brabant
De Grote Prijs van Brabant was een veldrit die gereden wordt in het Nederlandse Rosmalen. Het parcours was gelegen op het terrein van Autotron Rosmalen. De organisatie was in handen van de 'Stichting Grote Prijs van Brabant'.

## Geschiedenis
In 2012 waren de eerste plannen om een internationale veldrit in datzelfde jaar te organiseren in het Bossche Broek, het college van B. en W. van de gemeente 's-Hertogenbosch keurde deze locatie echter af. De organisatie 'Stichting Grote Prijs van Brabant' richtte haar pijlen vervolgens op een nieuwe locatie, de Pettelaarse schans in 's-Hertogenbosch. Op deze locatie vond in oktober 2013 (seizoen 2013-2014) de eerste editie plaats van de Grote Prijs van Brabant. In 2014 vond de tweede editie plaats, tevens op de Pettelaarse schans in 's-Hertogenbosch. In 2015 durfde de organisatie de wedstrijd om financiële redenen niet door te laten gaan. Sinds 2016 vindt de wedstrijd plaats in deelgemeente Rosmalen, in 2018 was Rosmalen de gastheer van de Europese kampioenschappen veldrijden. De editie van 2019 ging niet door, omdat de organisatie de pijlen wilde richten op het EK van 2020, die later ook aan Rosmalen is toegewezen.

## Erelijst

### Mannen elite
| Datum                                     | Klassement              | Categorie               | Winnaar                                      | Tweede                                       | Derde                                        |
| ↓ Rosmalen (Autotron) ↓                   | ↓ Rosmalen (Autotron) ↓ | ↓ Rosmalen (Autotron) ↓ | ↓ Rosmalen (Autotron) ↓                      | ↓ Rosmalen (Autotron) ↓                      | ↓ Rosmalen (Autotron) ↓                      |
| ----------------------------------------- | ----------------------- | ----------------------- | -------------------------------------------- | -------------------------------------------- | -------------------------------------------- |
| 08/11/2020                                | Europees kampioenschap  | CC                      | Eli Iserbyt                                  | Michael Vanthourenhout                       | Lars van der Haar                            |
| 26/10/2019                                | Losse cross             |                         | Niet georganiseerd, vanwege focus op EK 2020 | Niet georganiseerd, vanwege focus op EK 2020 | Niet georganiseerd, vanwege focus op EK 2020 |
| 04/11/2018                                | Europees kampioenschap  | CC                      | Mathieu van der Poel                         | Wout van Aert                                | Laurens Sweeck                               |
| 28/10/2017                                | Losse cross             | C1                      | Mathieu van der Poel                         | Toon Aerts                                   | Corné van Kessel                             |
| 12/11/2016                                | Losse cross             | C1                      | Mathieu van der Poel                         | Corné van Kessel                             | Joris Nieuwenhuis                            |
| 10/10/2015                                | Losse cross             |                         | Niet georganiseerd, vanwege financiële reden | Niet georganiseerd, vanwege financiële reden | Niet georganiseerd, vanwege financiële reden |
| ↓ 's-Hertogenbosch (Pettelaarse schans) ↓ |                         |                         |                                              |                                              |                                              |
| 11/10/2014                                | Losse cross             | C2                      | Lars van der Haar                            | Corné van Kessel                             | Jim Aernouts                                 |
| 12/10/2013                                | Losse cross             | C2                      | Tom Meeusen                                  | Sven Nys                                     | Lars van der Haar                            |

### Vrouwen elite
| Datum                                     | Klassement              | Categorie               | Winnaar                                      | Tweede                                       | Derde                                        |
| ↓ Rosmalen (Autotron) ↓                   | ↓ Rosmalen (Autotron) ↓ | ↓ Rosmalen (Autotron) ↓ | ↓ Rosmalen (Autotron) ↓                      | ↓ Rosmalen (Autotron) ↓                      | ↓ Rosmalen (Autotron) ↓                      |
| ----------------------------------------- | ----------------------- | ----------------------- | -------------------------------------------- | -------------------------------------------- | -------------------------------------------- |
| 07/11/2020                                | Europees kampioenschap  | CC                      | Ceylin del Carmen Alvarado                   | Annemarie Worst                              | Lucinda Brand                                |
| 26/10/2019                                | Losse cross             |                         | Niet georganiseerd, vanwege focus op EK 2020 | Niet georganiseerd, vanwege focus op EK 2020 | Niet georganiseerd, vanwege focus op EK 2020 |
| 04/11/2018                                | Europees kampioenschap  | CC                      | Annemarie Worst                              | Marianne Vos                                 | Denise Betsema                               |
| 28/10/2017                                | Losse cross             | C1                      | Maud Kaptheijns                              | Loes Sels                                    | Nikki Brammeier                              |
| 12/11/2016                                | Losse cross             | C1                      | Sophie de Boer                               | Maud Kaptheijns                              | Manon Bakker                                 |
| 10/10/2015                                | Losse cross             |                         | Niet georganiseerd, vanwege financiële reden | Niet georganiseerd, vanwege financiële reden | Niet georganiseerd, vanwege financiële reden |
| ↓ 's-Hertogenbosch (Pettelaarse schans) ↓ |                         |                         |                                              |                                              |                                              |
| 11/10/2014                                | Losse cross             | C2                      | Helen Wyman                                  | Sophie de Boer                               | Nikki Harris                                 |
| 12/10/2013                                | Losse cross             | C2                      | Marianne Vos                                 | Sabrina Stultiens                            | Helen Wyman                                  |

### Jongens junioren
| Datum                                     | Klassement              | Categorie               | Winnaar                                      | Tweede                                       | Derde                                        |
| ↓ Rosmalen (Autotron) ↓                   | ↓ Rosmalen (Autotron) ↓ | ↓ Rosmalen (Autotron) ↓ | ↓ Rosmalen (Autotron) ↓                      | ↓ Rosmalen (Autotron) ↓                      | ↓ Rosmalen (Autotron) ↓                      |
| ----------------------------------------- | ----------------------- | ----------------------- | -------------------------------------------- | -------------------------------------------- | -------------------------------------------- |
| 08/11/2020                                | Europees kampioenschap  | CC                      | Afgelast vanwege coronamaatregelen           | Afgelast vanwege coronamaatregelen           | Afgelast vanwege coronamaatregelen           |
| 26/10/2019                                | Losse cross             |                         | Niet georganiseerd, vanwege focus op EK 2020 | Niet georganiseerd, vanwege focus op EK 2020 | Niet georganiseerd, vanwege focus op EK 2020 |
| 04/11/2018                                | Europees kampioenschap  | CC                      | Pim Ronhaar                                  | Witse Meeussen                               | Thibau Nys                                   |
| 28/10/2017                                | Losse cross             | CJ                      | Niels Vandeputte                             | Ryan Kamp                                    | Tomás Kopecky                                |
| 12/11/2016                                | Losse cross             | CJ                      | Bart Hazekamp                                | Bart Artz                                    | Luca Vreeswijk                               |
| 10/10/2015                                | Losse cross             |                         | Niet georganiseerd, vanwege financiële reden | Niet georganiseerd, vanwege financiële reden | Niet georganiseerd, vanwege financiële reden |
| ↓ 's-Hertogenbosch (Pettelaarse schans) ↓ |                         |                         |                                              |                                              |                                              |
| 11/10/2014                                | Losse cross             | CJ                      | Pascal Eenkhoorn                             | Max Gulickx                                  | Maik van der Heijden                         |
| 12/10/2013                                | Losse cross             | CJ                      | Max Gulickx                                  | Joris Nieuwenhuis                            | Sieben Wouters                               |